# Brenden Jefferson
Brenden Richard Jefferson (* 3. Juni 1986 in San Bernardino, Kalifornien) ist ein US-amerikanischer Film- und Fernsehschauspieler.

## Leben
Jefferson hatte Auftritte in den TV-Shows The Parent' Hood, The Steve Harvey Show, Even Stevens und Smart Guy. Ein größeres Publikum erreichte er erstmals durch seine Rolle in Crimson Tide – In tiefster Gefahr (1995). Sein Durchbruch gelang ihm 2003, als er im Film Das Geheimnis von Green Lake die Rolle des Rex (Durchblick) verkörperte. Ein Jahr später, spielte Jefferson in Redemption: The Stan Tookie Williams Story mit, was sein bislang letzter großer Auftritt war. Der US-Amerikaner wurde 1994 und 2001 für den Young Artist Award nominiert.
Jefferson ist Einzelkind.

## Filmografie

### Filme
- 1995: Crimson Tide
- 1998: Senseless
- 1999: Zenon, die kleine Heldin des 21sten Jahrhunderts (Zenon: Girl of the 21st Century, Fernsehfilm)
- 2000: Das zweite Ich (The Other Me, Fernsehfilm)
- 2003: Das Geheimnis von Green Lake
- 2004: Redemption (Redemption: The Stan Tookie Williams Story, Fernsehfilm)

### Fernsehserien
- 1992: Full House
- 1993–1994: Thea (18 Episoden)
- 1994: Chicago Hope – Endstation Hoffnung (Chicago Hope, 1 Episode)
- 1994: Echt super, Mr. Cooper (Hangin’ with Mr. Cooper, 1 Episode)
- 1996: The Show (1 Episode)
- 1996: The Parent 'Hood (1 Episode)
- 1996: Malcolm & Eddie (1 Episode)
- 1996: Dr. Quinn – Ärztin aus Leidenschaft (Dr. Quinn, Medicine Woman, 4 Episoden)
- 1997: The Steve Harvey Show (1 Episode)
- 1998: Smart Guy (1 Episode)
- 1999: JAG – Im Auftrag der Ehre (JAG, 1 Episode)
- 1999: Saved by the Bell: The New Class (1 Episode)
- 2000: Für alle Fälle Amy (Judging Amy, 1 Episode)
- 2001: Eben ein Stevens (Even Stevens, 2 Episoden)
- 2001: Allein unter Nachbarn (The Hughleys, 1 Episode)
- 2002: Lady Cops – Knallhart weiblich (The Division, 1 Episode)
- 2003: Boston Public (1 Episode)
- 2003: Practice – Die Anwälte (The Practice, 1 Episode)